# Nyctimene albiventer
Nyctimene albiventer is een vleermuis uit het geslacht Nyctimene die voorkomt op Nieuw-Guinea en in de Molukken. Deze soort behoort tot de N. albiventer-groep. Veel van de andere soorten uit die groep, zoals Nyctimene draconilla, worden vaak ook tot N. albiventer gerekend. Nyctimene keasti (een soort uit de N. cephalotes-groep) werd oorspronkelijk ook beschreven als een ondersoort van N. albiventer. De Nieuw-Guinese populatie wordt als een aparte ondersoort gezien, N. a. papuanus Andersen, 1910. De populatie op de Aru-eilanden is niet in een ondersoort geplaatst. Het is mogelijk dat de soort ook op Nieuw-Brittannië voorkomt; de taxonomie van de oostelijke leden van de albiventer-groep is zeer verward.
N. albiventer is een middelgrote soort met een smalle rugstreep. De kop-romplengte bedraagt 68,0 tot 82,9 mm, de staartlengte 17,3 tot 24,9 mm, de voorarmlengte 49,4 tot 57,4 mm, de tibialengte 18,1 tot 24,9 mm, de oorlengte 11,5 tot 13,9 mm en het gewicht 22 tot 33 g.